# 世界文化博物館
世界文化博物館（瑞典語：Världskulturmuseet，前身為哥德堡民族博物館）是位於瑞典哥德堡的一座博物館，屬瑞典世界文化博物館群管理局旗下的其中一個主題博物館 和哥德堡活動大道的重要組成部分。該博物館於2004年12月開幕，以2000年關閉的哥德堡民族博物館的藏品為基礎而建立。此博物館的目標是作為一個對話與反思的平台，讓多樣的聲音得以被聽見，爭議性和敏感話題得以討論，同時一個讓人們感到歸屬並跨越邊界的地方。同時，博物館的建築亦是瑞典國有房產中最年輕的建築之一。

## 展覽
世界文化博物館現時設以下展覽：
- 「遊戲世界」（Världens Spel）：探索從4000年前古埃及棋盤遊戲到現代電競的全球遊戲歷史與文化，提供100多種遊戲展示和30種互動體驗。此展覽由2023年4月開始，至2026年5月結束[6]。
- 「美洲原住民時尚」（Native American Fashion）：通過傳統與現代設計探索北美原住民文化，從歷史服飾到當代高級時裝，挑戰刻板印象並展現文化抗爭與復興。此展覽由2025年4月開始，至2026年11月結束[7]。
- 「路口」（Korsväger）：以全球視角通過歷史與當代文化交匯的故事，探索人類經驗的多樣性與挑戰。此展覽為常設展覽[8]。
- 「存在」（Existence）：通過全球文化的物件、藝術與儀式，探索生命的重大問題，從死亡、未來到身份與夢想。此展覽為非永久展覽[9]。
- 「林間空地」（Gläntan）：本互動展覽適合0至6歲兒童及特殊需求者，通過動作影響聲光，探索個人體驗與互動。此展覽由2024年10月開始，至2025年10月結束[10]。
- 「在一起」（Tillsammans）：本區針對0至12歲兒童及其成人陪伴者，通過互動體驗和館藏探索共處的美好與挑戰，涵蓋融入、理解、爭吵與和解等主題。此展覽為常設展覽[11]。

## 事件
2005年2月，世界文化博物館決定移除由Louzla Darabi創作的畫作《愛的場景》（Scène d'Amour）。這幅畫是關於愛滋病的臨時展覽的一部分，描繪了一對男女正在進行性行為。藝術家和策展人收到了許多來自穆斯林的死亡威脅，這些人對畫作角落中引用的《可蘭經》經文感到悲傷和憤怒。有些威脅甚至告訴藝術家「向荷蘭學習」，指的是對梵高的謀殺以及對阿亞安·希爾西·阿里的威脅。

## 外部連結
- 官方網站
- 瑞典世界文化博物館群管理局介紹